# Pöppinghäuser Wald
Koordinaten: 51° 34′ 30″ N, 7° 16′ 15″ O
Das Naturschutzgebiet Pöppinghäuser Wald liegt auf dem Gebiet der Stadt Castrop-Rauxel im Kreis Recklinghausen in Nordrhein-Westfalen. 
Das aus drei Teilflächen bestehende Gebiet erstreckt sich nordwestlich der Kernstadt von Castrop-Rauxel und südwestlich, südlich und südöstlich von Pöppinghausen. Nördlich des Gebietes verläuft die Landesstraße L 645 und fließt die Emscher, am südöstlichen Rand fließt der Rhein-Herne-Kanal.

## Bedeutung
Das etwa 73,9 ha große Gebiet wurde im Jahr 2008 unter der Schlüsselnummer RE-054 unter Naturschutz gestellt. Schutzziele sind 
- die Erhaltung eines strukturreichen, zumeist naturnah ausgebildeten Waldkomplexes mit ausgedehnten und differenzierten Feuchtbiotopen innerhalb des Ballungsraumes Ruhrgebiet und
- die ökologische Entwicklung insbesondere durch Förderung störungsfreier Feuchtbiotope und alt- und totholzreicher Naturwälder.[3]